# Christian Classics Ethereal Library
Die Christian Classics Ethereal Library (wörtlich: „Ätherische Bibliothek christlicher Klassiker“), abgekürzt CCEL, ist ein Projekt US-amerikanischer Theologen und Philologen, das beabsichtigt, die 1000 wichtigsten klassischen Texte der Theologie (und auch der Philosophie), die gemeinfrei sind, in elektronischer Form zu publizieren.

## Ziele
- Eine gute englische Bibelübersetzung soll zur Verfügung stehen.
- Die Themen sollen für Theologiestudenten wichtig sein.
- Kommentare, Wörterbücher, Lexika und andere Referenzwerke sollen enthalten sein.
- Klassische Predigten und Predigtkommentare sollen enthalten sein.
- Die Bibel und andere wichtige Werke sollen in der Originalsprache sowie in Englisch enthalten sein.
- Griechische und hebräische Studienwerkzeuge sollen zur Verfügung gestellt werden.

## Publikationsformen
- Internet
- CD-ROM oder DVD zum Kauf oder für Studentinnen und Studenten in der Zweidrittelwelt verbilligt oder umsonst.
- Es wird kein Urheberrecht erhoben.

## Leitung und Herausgeberschaft
Die CCEL wird am Calvin College (Michigan, USA) geführt und herausgegeben. Von 1995 bis 1999 war sie im Wheaton College (Illinois, USA) beheimatet, davor (1993–1995) an der University of Pittsburgh (Pennsylvania, USA). Die Leitung hat Harry Plantinga, Professor der Informatik am Calvin College.